# 相馬市民会館
相馬市民会館（そうましみんかいかん）は、福島県相馬市にある多目的ホール。

## 概要
2013年10月7日開館。
綜企画設計が手掛けた建屋は和風造りの外観であり、城下町をイメージさせる、瓦を使った切妻屋根で構成されている。2階建てで、座席数922席の大ホールの他、リハーサル兼多目的ホールなどが設けられている。

## 旧相馬市民会館

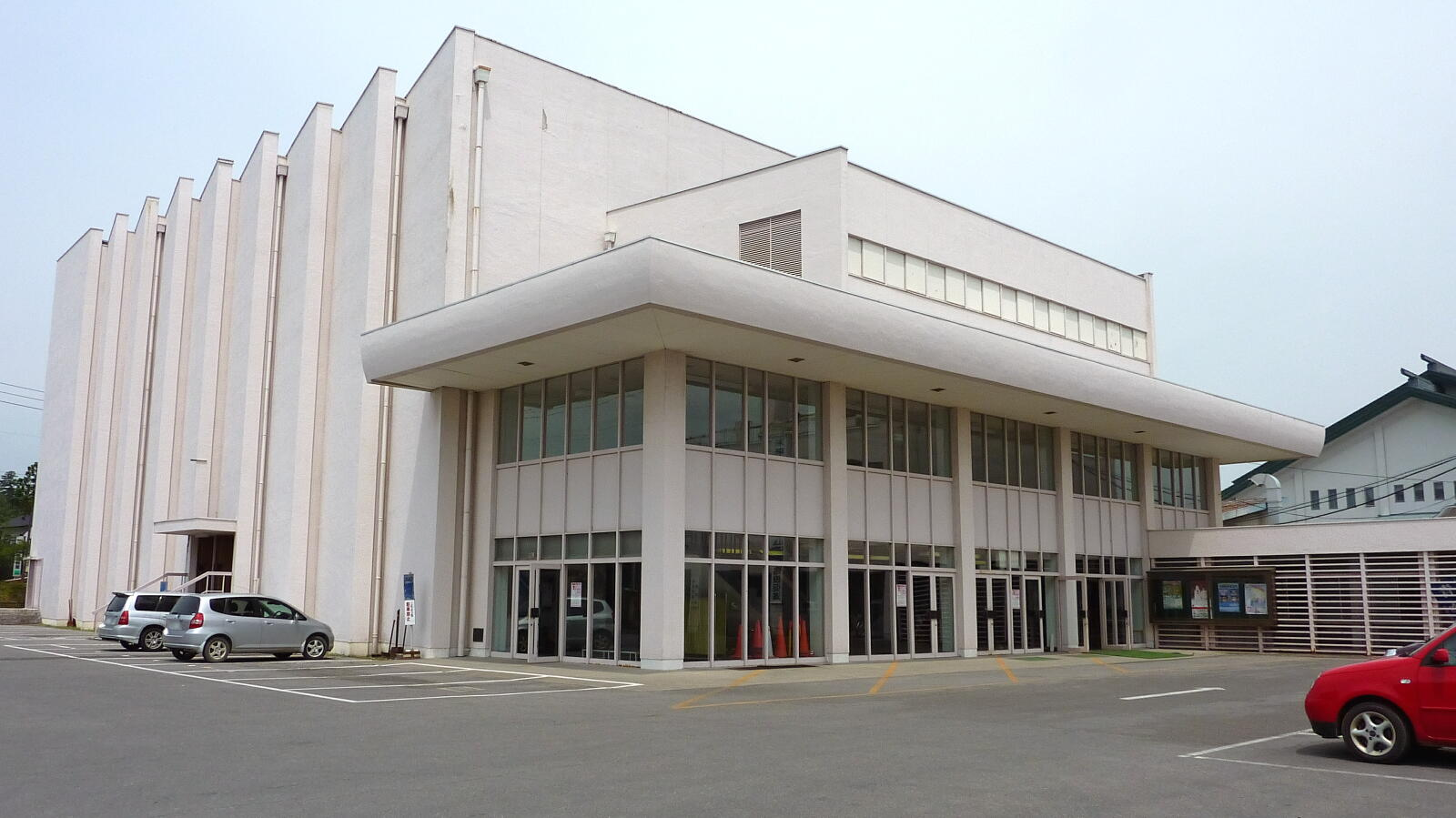
旧相馬市民会館の外観。東日本大震災の被害により使用不能となり、そのまま解体された。

旧相馬市民会館は、1967年4月1日に開館した。座席数1,198席を有し、当時、福島県相双地方では最大であった。以後、40年以上にわたり、この地域における文化活動の中核として、その役割を果たしてきた。
しかし、2005年8月16日に発生した宮城県南部地震により、天井内のダクトが破損、急遽同年12月まで、修繕工事により休館とされた。これによる人的被害は発生していない。
この他にも、設備の破損が随所に見受けられ、この問題がしばしば市議会で取り上げられていた。
その後、2011年3月11日に発生した東日本大震災により建屋が損壊、使用不能となり、そのまま解体された。

### 改築事業
前記のような状況を考慮し、市では、2010年5月に「市民会館建設検討委員会」を設置、改築を検討してきた。2011年度中の着工、2013年4月開館を目指して計画が進められていたが、東日本大震災の影響により延期、2012年7月に着工された。総事業費は約20億6000万円、内7億8000万円は、国土交通省の交付金を活用して建設が進められた。

## アクセス
- JR常磐線相馬駅より約1.5㎞。
- 福島交通バス「相馬市役所前」及び「中央公民館前」停留所下車。
- 駐車場が250台分設けられており、自動車での来場も可能。